# Lucjusz Korneliusz Chryzogonos
Lucjusz Korneliusz Chryzogonos (łac. Lucius Cornelius Chrysogonus, stgr. Χρνσογονος) – wyzwoleniec i faworyt Lucjusza Korneliusza Sulli, któremu udało się zgromadzić ogromny majątek dzięki proskrypcjom w czasach dyktatury (koniec lat 80. I wieku p.n.e.)
Osoba Chryzogonosa znana jest głównie z mowy sądowej Cycerona pro Sexto Roscio Amerino. Cyceron oskarżył w niej wyzwoleńca o bezprawne pozbawienie majątku obywatela rzymskiego Sekstusa Roscjusza i sfabrykowanie przeciwko niemu dowodów, które później posłużyły w sądzie do fałszywego oskarżenia. 
Cyceron uderzając w faworyta Sulli pośrednio uderzył również w samą dyktaturę. Mógł sobie na to pozwolić ponieważ stała za nim część nobilitas, która miała dosyć panoszącego się i wszechwładnego wyzwoleńca, wykorzystującego sytuacje polityczną do gromadzenia dóbr należących niegdyś do rzymskich obywateli. Te pretensje najdobitniej wyrażone zostały w zdaniu Czyż nobilitas po to z orężem w ręku opanowała znów ster rzeczypospolitej, aby wyzwoleńcy i najpodlejsi niewolnicy (...) mogli dowolnie zabierać nasze majątki i dobra? (pro Sexto Roscio 137).
O Chryzogonosie wspominają również Plutarch i Pliniusz Starszy (Cyceron III; Historia Naturalna XXXV.58)